# 원섬유
원섬유(fibril. 라틴어 낱말 fibra에서 유래.) 또는 피브릴 또는 파이브릴은 직경이 대략 1nm인 미세 섬유이다.
세포질 피브릴은 스피로헤타 종에서 발견되는 원형질 원통에서 관측되지만, 세포질 피브릴의 특별한 기능은 없는 것으로 생각된다.
여러 단당류가 결합된 다당류는 때때로 구조적 화합물로 작용한다. 지구에 가장 많은 유기 화합물인 섬유소는 식물의 세포를 둘러싸고 있는 단단한 벽에서 피브릴로 알려진 케이블과 같은 끈이 형성된다. 섬유소는 글루코스 단위체의 복합물이지만, 전분이나 글리코겐과 같은 고리 대신에 길고 가는 실을 형성한다. 이것은 수소 결합을 통해 복잡 계층에 있는 서로의 꼭대기에서 형성되는 평행선에 배열된다.

## 같이 보기
- 속얼기층(inner plexiform layer)